# آتیکوو
آتیکوو (انگلیسی: Atikovo) یک شهرک در شهرستان بورزیانسکی باشقیرستان کشور روسیه است.